# Гусев, Александр Владимирович (военный)
Александр Владимирович Гусев (род. 26 ноября 1946, Москва) — генерал-лейтенант КГБ СССР, начальник управления «А» Антитеррористического центра ФСБ в 1995—1998 годах.

## Биография
Родился 26 ноября 1946 года в Москве в семье офицера Советской армии, подполковника в отставке. Окончил в 1965 году Московское суворовское военное училище и в 1968 году Московское высшее общевойсковое командное училище имени Верховного Совета РСФСР. Также учился в Военной академии имени М. В. Фрунзе, которую окончил в 1977 году.
В органах госбезопасности с 1968 года. Служил в 1968—1989 годах в отдельном Краснознамённом Кремлёвском полку специального назначения КГБ СССР. Командовал взводом, ротой и батальоном. С 24 июля 1984 по 15 января 1987 года занимал пост первого заместителя командира полка и начальника штаба, с 1989 по август 1991 года был заместителем коменданта Московского Кремля сначала в Девятом управлении КГБ СССР при Совете Министров (позже Управления охраны при аппарате Президента СССР).
После распада СССР Гусев продолжил службу в Президентском полку как заместитель коменданта Московского Кремля Главного управления охраны России в 1991—1995 годах. 31 января 1995 года возглавил Управление «А» Антитеррористического центра (позже Департамента по борьбе с терроризмом) ФСБ России после того, как в отставку подал генерал-майор Г. Н. Зайцев. Покинул пост 8 октября 1998 года, ушёл в отставку в 1999 году.
За время работы в подразделении «Альфа» Гусев руководил им во время ряда спецопераций. Так, он был старшим группы во время теракта в Будёновске, когда «Альфа», освобождая заложников, потеряла трёх человек убитыми (14—19 июня 1995 года), операции по освобождению заложников в автобусе в Махачкале (20 сентября 1995 года), в операции в Москве на Васильевском спуске по освобождению корейских заложников в автобусе (14 октября 1995 года) и во время теракта в Кизляре, когда его бойцы проводили разведку боем на юго-восточной окраине села Первомайского (9—18 января 1996 года). Также руководил руководил группой в аэропортах «Внуково», «Домодедово» и «Шереметьево-1», где группа освобождала захваченные террористами самолёты, и обезвреживанием террориста у шведского посольства в Москве (погибший полковник А. Н. Савельев, участвовавший в операции в Шереметьево, был заместителем Гусева).
Награждён Орденом Красной Звезды, медалью «За боевые заслуги» и рядом других медалей. После отставки — заместитель генерального директора крупного торгового холдинга.
Женат, называет себя неверующим, хотя венчался с женой в той же церкви, где венчался А. С. Пушкин. От первого брака есть сын и дочь, у второй жены есть взрослая дочь.